# Хаккайсан-Мару
Хаккайсан-Мару (Hakkaisan Maru) — судно, яке під час Другої світової війни взяло участь у операціях японських збройних сил на островах Гілберта.
Хаккайсан-Мару спорудили в 1937 році на верфі Harima Shipbuilding and Engineering в Айой на замовлення компанії Kaburagi Kisen. Судно мало парову машину потрійного розширення та бункер на 428 тонн вугілля, що забезпечувало дальність плавання у 5500 миль.
У 1941 році судно реквізували для потреб Імперського флоту Японії та переобладнали в канонерський човен (деталі встановленого озброєння невідомі).
У жовтні 1942-го Хаккайсан-Мару несло службу на півдні островів Гілберта, на висунутій уперед лінії патрульних кораблів (найближчий японський гарнізон перебував у північній частині архіпелагу на атолі Тарава). 22 жовтня сюди здійснили рейд есмінці USS Mahan та USS Lamson, яким вдалось знищити два патрульні кораблі. Одним з них став Хаккайсан-Мару, який потопили біля острова Тамана (також відомий як Ротчер, що лежить за п'ять сотень кілометрів Тарави).